# Халузице (Ново Место на Ваху)
Халузице (слч. Haluzice) насељено је мјесто са административним статусом сеоске општине (слч. obec) у округу Ново Место на Ваху, у Тренчинском крају, Словачка Република.

## Становништво
| Година:    | 1994. | 2004.    | 2014.    | 2024.    |
| ---------- | ----- | -------- | -------- | -------- |
| Број људи: | 77    | 55       | 68       | 94       |
| Разлика:   |       | -28,57 % | +23,63 % | +38,23 % |

| Година:    | 2023. | 2024.   |
| ---------- | ----- | ------- |
| Број људи: | 95    | 94      |
| Разлика:   |       | -1,05 % |

Према подацима о броју становника из 2024. године насеље је имало 94 становника.